# Akitsu Maru
L'Akitsu Maru (en japonais : あ き つ 丸) est un navire dépôt de débarquement (ou navire auxiliaire de débarquement) et un porte-avions d'escorte de « Type C » japonais, utilisé par l'Armée impériale japonaise pendant la Seconde Guerre mondiale.
Selon certaines sources, l'Akitsu Maru et le Nigitsu Maru sont considérés comme les premiers navires d'assaut amphibie construits,. D'autres estiment qu'il s'agit du Shinshū Maru (en), de rôle similaire et qui servit de base pour la conception de l'Akitsu Maru.

## Conception
L'Akitsu Maru est un ancien navire à passagers réquisitionné par la l'armée japonaise au début de la Seconde Guerre mondiale. Le navire est équipé d'un pont d'envol au-dessus de la coque, mais ne dispose pas de hangar. Les aéronefs sont stockés en dessous du poste de pilotage, sous le pont principal d'origine. Les avions conventionnels peuvent décoller mais pas apponter, en raison de la piste trop courte et de l'absence de mécanismes d'atterrissage. L'Akitsu Maru peut embarquer des Kokusai Ki-76 et des Kayaba Ka-1, ainsi que des petits aéronefs pouvant atterrir sur de courtes distances. Le navire embarque également 27 embarcations de débarquement de la classe Daihatsu.
Son rôle principal est la fourniture d'une couverture aérienne lors d'opérations amphibies et de débarquements. En pratique, le navire sert essentiellement de transport d'avions.

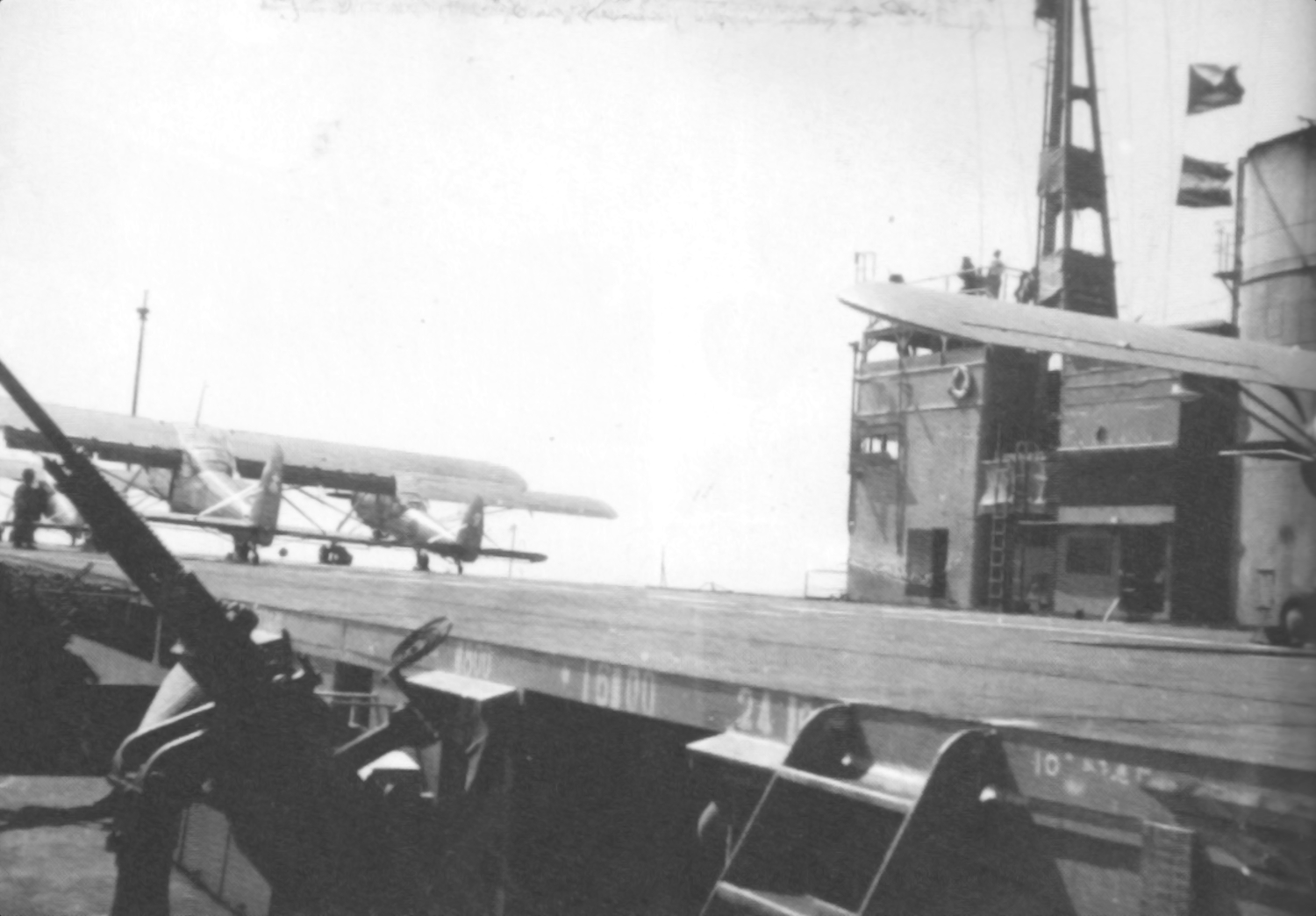
Ki-76 sur le pont de l'Akitsu Maru.

## Perte
Le jeudi 18 novembre 1943, l'Akitsu Maru, navigue avec le torpilleur Tomozuru (en) lorsqu'il est torpillé au large de l'embouchure de la baie de Manille, par le sous-marin USS Crevalle (en). 
L'Akitsu Maru est envoyé par le fond le 15 novembre 1944 à 11 h 55 à la position géographique 33° 17′ 00″ N, 128° 11′ 00″ E, par deux torpilles tirées du sous-marin américain USS Queenfish. 2 046 hommes, principalement du 64e régiment d'infanterie de l'armée impériale japonaise, meurent dans cette attaque. Les navires d'escortes sauvent 310 survivants
Son sister-ship, le Nigitsu Maru, est coulé par le sous-marin USS Hake le 12 janvier 1944, emportant avec lui 574 hommes d'équipage.